# Mitsui Rail Capital Europe

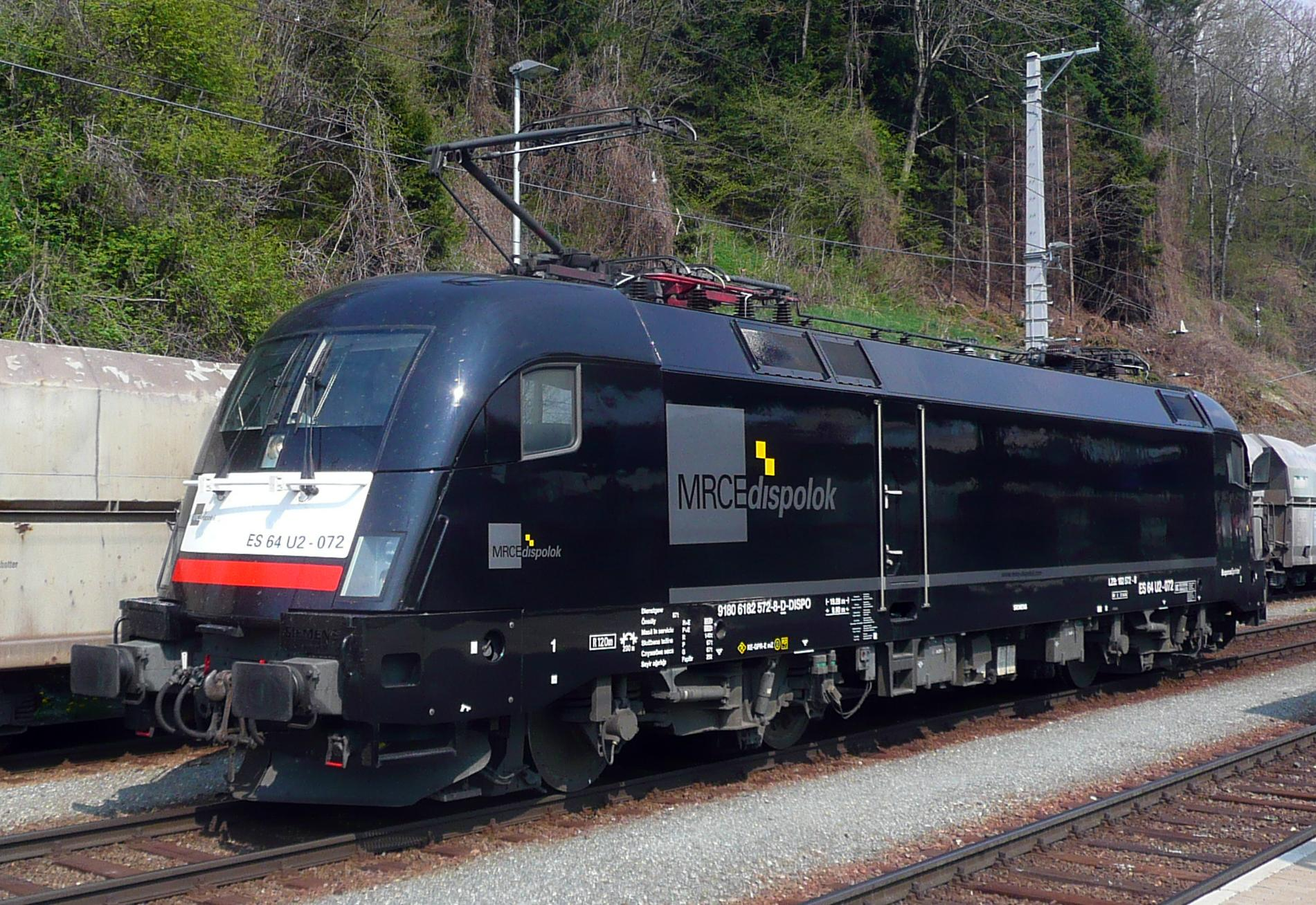
ES64U2-072 in Leoben Hauptbahnhof

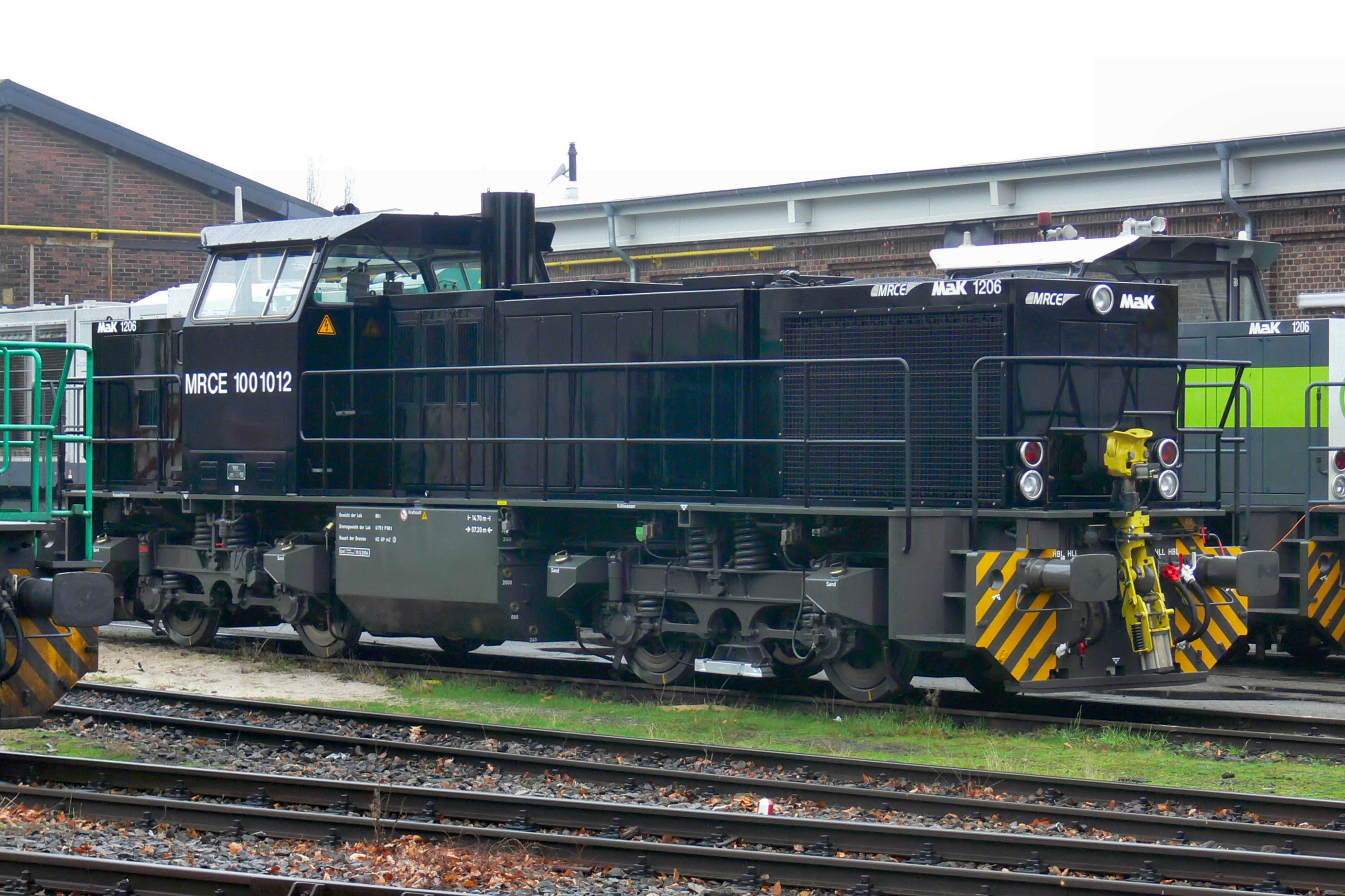
MaK 1206 der MRCE in Moers

Die Beacon Rail Capital Europe GmbH (bis Oktober 2023 als Mitsui Rail Capital Europe GmbH, bis März 2013 MRCE Dispolok GmbH) mit Sitz in München und die Beacon Rail Capital Europe B.V. (bis Oktober 2023 als Mitsui Rail Capital Europe B.V.) mit Sitz in Amsterdam sind gemeinsam auftretende Leasinggesellschaften für Lokomotiven und Töchter der Beacon Rail Metro Finance B.V. Diese waren bis 2023 Teil des japanischen Mischkonzerns Mitsui & Co.
Die MRCE-Gruppe war der größte Vermieter von Lokomotiven in Mitteleuropa, wobei die MRCE B.V. für operative Vermietung, Beschaffung, Verkauf und Finanzierung der Lokomotiven und die MRCE GmbH für das Management von Service und Instandhaltung der Lokomotiven zuständig war.
Kunden waren staatliche und private Bahngesellschaften in Industrie und Transportgewerbe hauptsächlich in Deutschland, Österreich und Italien, aber auch in anderen mittel- und osteuropäischen Ländern.

## Geschichte
Das Unternehmen wurde ursprünglich als Siemens Dispolok GmbH am 2. Januar 2001 durch Siemens Transportation Systems gegründet. Am 20. März 2000 wurde mit 152 902 (Typ Siemens ES64F) die erste Dispolok-Lokomotive offiziell vorgestellt.
Die Gründung erfolgte aus der Not heraus. Wegen technischer Probleme mussten verschiedene Lokomotiven, unter anderem die dieselelektrische Lokomotive ME26, zurückgenommen werden. Um den Totalverlust zu vermeiden, wurde entschieden, die beginnende Deregulierung des Schienenverkehrs zu nutzen und die Lokomotiven an private Unternehmen zu vermieten. Da die Mieter, fast ausschließlich neu gegründete Unternehmen, nicht über die technischen Möglichkeiten und personellen Ressourcen verfügten, wurde eine Vollservice-Philosophie entwickelt. Das dritte wirtschaftliche Standbein ist, die vermieteten Lokomotiven an die Mieter zu verkaufen. Da das wirtschaftliche Konzept nur in Konkurrenz zum Hauptkunden der Sparte Siemens Transportation Systems in Deutschland möglich war und ist, und um rechtliche Auseinandersetzungen zu vermeiden, wurde der Bereich Dispolok in eine eigenständige Gesellschaft mit beschränkter Haftung (GmbH) überführt.
Seit Juli 2002 ist die Gesellschaft selbständiges Eisenbahnverkehrsunternehmen.
Am 21. September 2006 erfolgte die Übernahme durch Mitsui Rail Capital Europe (MRCE) während der Fachmesse InnoTrans in Berlin. Der neue Inhaber Mitsui will das Leasinggeschäft in Europa weiter ausbauen und Marktführer werden, wofür das Tochterunternehmen MRCE schon 2004 gegründet wurde. Außerdem hat sich Mitsui mit der Übernahme der Dispolok verpflichtet, Siemens 50 Elektrolokomotiven abzukaufen. Damit kann sich Siemens weiter auf sein Kerngeschäft mit Bau und Verkauf, und nicht Vermietung, konzentrieren.
Auf Beschluss der Gesellschafterversammlung am 24. Januar 2008 wurde die Gesellschaft in MRCE Dispolok umbenannt. Der Abschluss der Integration erfolgte am 1. April 2008, indem MRCE alle Anteile der Tochtergesellschaft übernahm. Dies wird auch äußerlich durch die Umlackierung der Lokomotiven in die Hausfarbe schwarz zum Ausdruck gebracht. Mit Gesellschafterbeschluss vom 7. März 2013 wurde die Gesellschaft in Mitsui Rail Capital Europe umfirmiert.

### Verkauf an Beacon Rail
Am 7. August 2023 hat die Beacon Rail Metro Finance B.V. angekündigt, alle Anteile der MRCE B.V. von der Mitsui & Co. Ltd. zu kaufen. Die Transaktion wurde im September 2023 abgeschlossen und kurz darauf die Mitsui Rail Capital Europe GmbH in die Beacon Rail Capital Europe GmbH, weiterhin mit Sitz in München, umbenannt. Analog wurde aus der Mitsui Rail Capital Europe B.V. mit Sitz in Amsterdam die Beacon Rail Capital Europe B.V.

### Ehemalige Situation
Der Mitsui & Co., Ltd. gehören folgende, ebenfalls 100-prozentige, Tochterunternehmen an, welche weltweit agieren. Alle darunter sind in der Leasing-Branche aktiv:
| Name                                    | Sitz                   | Gründung | Aufgabenbereich                                        |
| --------------------------------------- | ---------------------- | -------- | ------------------------------------------------------ |
| Mitsui Rail Capital, LLC                | Chicago, USA           | 1996     | Operatives Leasing von Güterwagen                      |
| Mitsui Rail Capital Europe GmbH         | München, Deutschland   | 2001     | Technischer Service und Instandhaltung von Lokomotiven |
| Mitsui Rail Capital Participações Ltda. | Sao Paulo, Brasilien   | 2004     | Finanzierungsleasing von Güterwagen.                   |
| Mitsui Rail Capital Europe B.V.         | Amsterdam, Niederlande | 2004     | Operatives Leasing von Lokomotiven                     |
| Limited Liability Company MRC 1520      | Moskau, Russland       | 2012     | Leasing von Güterwagen                                 |

Während alle Unternehmen voneinander unabhängig arbeiten, ergänzten sich die Firmen Mitsui Rail Capital Europe B.V. und Mitsui Rail Capital Europe GmbH miteinander. Während MRCE B.V. das operative Leasing übernimmt, sowie auch Verträge mit den Fahrzeugherstellern abschließt, kümmert sich das in München ansässige Unternehmen um den Service sowie die Instandhaltung der vermieteten Lokomotiven. Ebenfalls ist das Unternehmen für die logistischen Prozesse in Europa verantwortlich.

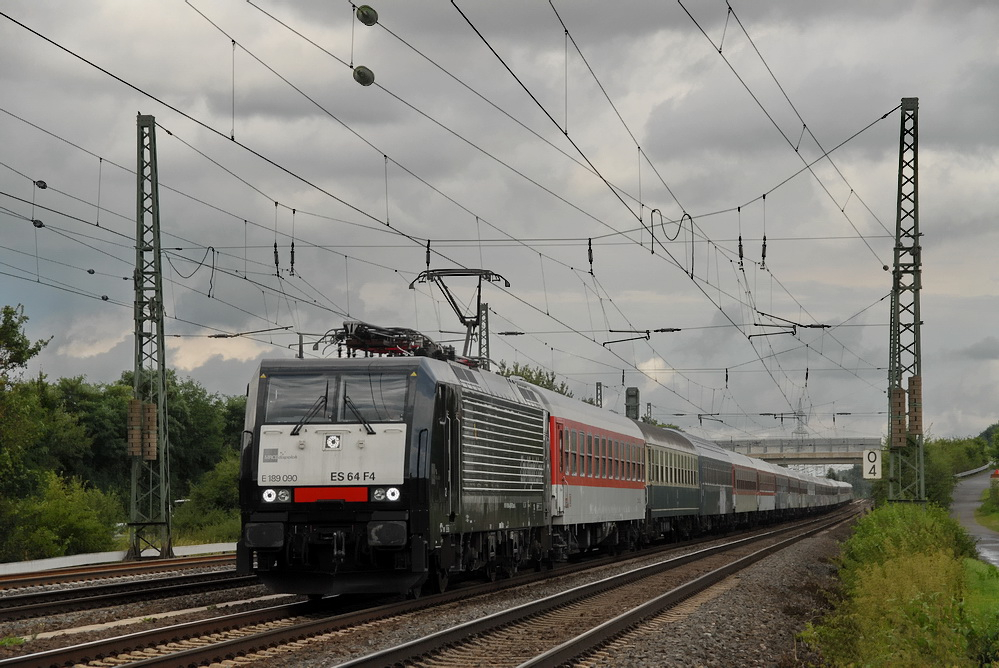
189 090 von MRCE-Dispolok in der aktuellen Lackierungsvariante vermietet an DB Autozug

## Fahrzeugbestand

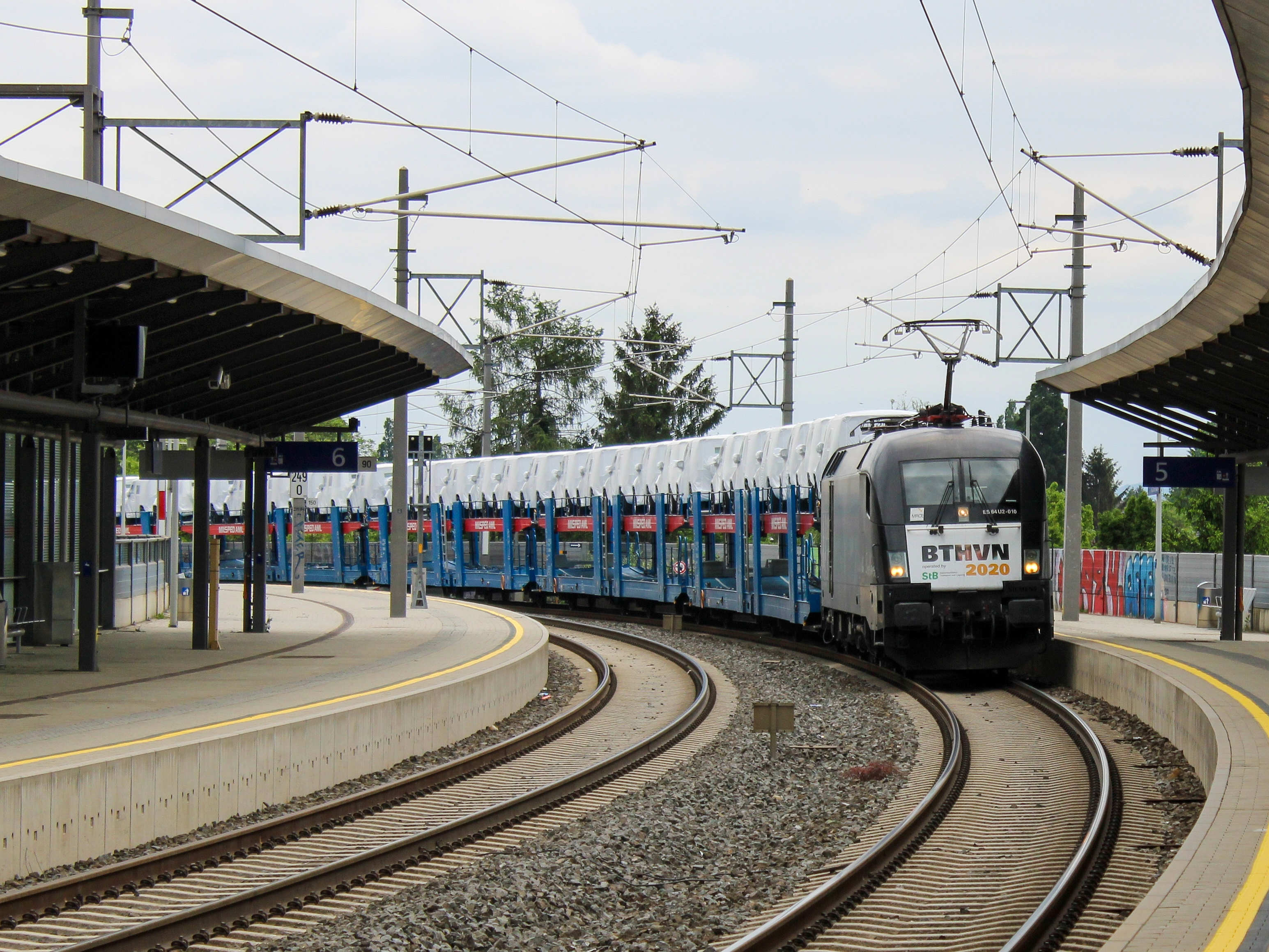
MRCE 182 510 mit Gedenkfolien für Ludwig van Beethoven (BTHVN) in Graz Don Bosco.

Aus dem Bestand der ehemaligen Siemens Dispolok GmbH stammen hauptsächlich Siemens-Eurosprinter Loks der Br 182/Rh1116 (60 Stück bis 2004) und Br 189 (50 Stück bis 2006) sowie zwei Loks der Br 152 (Baujahr 2000) und das Einzelstück der Br 127. Hinzu kamen Dieselloks vom Typ ME26 (12 Stück) und Eurorunner der Br 253 (später Br 223, 15 Stück bis 2006). Diese Maschinen waren anhand ihrer silber-gelben Lackierung zu erkennen. Bereits zu Anfang wurden Loks aus dem Dispolok-Pool auch verkauft. So wurde die 1116 901 an die HUPAC verkauft. 2003 wurden alle Loks des Typs ME26 an Vossloh verkauft und die beiden 152er wurden in 2005 an die ITL Eisenbahngesellschaft aus Dresden veräußert. In 2006 wurden insgesamt 10 Loks der Br 189 an RailTractionCompany (189 901-905) bzw. dessen Tochtergesellschaft Lokomotion (189 907, 912, 914, 917 & 918) abgegeben.
Die ursprüngliche MRCE B.V. hatte vor dem Zusammenschluss verschiedene Traxx-Baureihen (Br 145, Br 185.1, Br 185.2 und Br 484) sowie Dieselloks der Typen G1206 von MaK (14 Stück bis 2006) und Class66 vom EMD (20 Stück) im Bestand. Hinzu kommen 10 Loks der Baureihe 189 (090-099), welche 2006 von Railion (heute: DB Cargo) übernommen wurden.
Nach dem Zusammenschluss wuchs bis 2011 die Flotte an ES64F4 auf 118 Loks an. Von 2010 bis 2013 gingen in mehreren Tranchen insgesamt 7 Loks der Br182 die Hector Rail. In 2013 wurde außerdem die 182 506 an die DB Systemtechnik in Minden verkauft. Im selben Jahr wurden die ersten Loks vom Typ Hercules an LTE, Steiermarkbahn, Express Rail und Metrans (je 1 Lok) abgegeben, weitere 10 dieser Loks, sowie der gesamte Bestand an Class66, gingen 2015 an Beacon Rail Leasing. Bis 2017 wurde ebenfalls die gesamte Flotte an MaK G1206 Northrail sowie weitere kleine Vermieter abgegeben. Der letzte Hercules wurde schließlich 2018 an Rail&Sea veräußert. 2021 wurden die 10 von der DB Cargo übernommenen Loks der Br189 gegen 9 Loks der Br187 (187 100-103, 105-109) zurückgetauscht.
Verleast werden dabei die Baureihen der Typen 185 (Traxx F140), 182 (Siemens ES 64 U2), 189 (Siemens ES 64 F4) sowie die Siemens Vectron der Baureihen 193 (Vectron AC und MS) und 191 (Vectron DC). Im Jahr 2018 hatte die MRCE einen Gesamtbestand von mehr als 300 Elektrolokomotiven. Mitte 2018 bestellte das Unternehmen bei Siemens 25 Lokomotiven vom Typ Vectron, wovon 20 Lokomotiven mit mehreren Strom- und Sicherheitssystemen für andere europäische Länder ausgestattet sind. Die Auslieferung begann Ende des Jahres 2018. Nach Auslieferung dieser Lokomotiven war MRCE im Besitz von insgesamt 136 Vectrons. Somit war MRCE einer der größten Abnehmer dieses Typs bei Siemens.
Ab 2022 bis zur Übernahme durch Beacon Rail hat die Gesellschaft großer Teile ihrer älteren E-Lok-Baureihen abgegeben. Angefangen mit einer ganzen Reihe an Loks der Br189, von denen akiem 37 Maschinen mit unterschiedlichen Länderpaketen übernommen hat. Diese befanden sich im Eigentum der SMBC. Später kamen noch weitere Maschinen dieser Baureihe, sowie 24 ES64U2 und 8 Bombardier TraxxF140AC1, sowie 2 TraxxF140AC2 hinzu. Zusätzlich wurden die restlichen Traxx-Maschinen an Hector Rail Germany (2× TraxxF140AC2) und Beacon Rail Leasing (3× TraxxF140AC1, 9× TraxxF140AC2 & 5× TraxxF140MS2) abgegeben.
| Jahr | Vectron-Variante | Anzahl | Bezeichnung                     | Auslieferung   |
| ---- | ---------------- | ------ | ------------------------------- | -------------- |
| 2013 | Vectron AC       | 15     | X4E 850–860 + 870–873           | (ausgeliefert) |
| 2014 | Vectron AC       | 20     | X4E 600–606 + 861–867 + 874–879 | (ausgeliefert) |
| 2015 | Vectron AC       | 10     | X4E 607–616                     | (ausgeliefert) |
| 2015 | Vectron MS       | 11     | X4E 640–650                     | (ausgeliefert) |
| 2016 | Vectron MS       | 10     | X4E 651–660                     | (ausgeliefert) |
| 2016 | Vectron MS       | 15     | X4E 661–675                     | (ausgeliefert) |
| 2017 | Vectron MS       | 10     | X4E 700–709                     | (ausgeliefert) |
| 2017 | Vectron DC       | 20     | 191 021–040                     | (ausgeliefert) |
| 2018 | Vectron MS       | 20     | X4E 620–639, 710–719            | (ausgeliefert) |
| 2018 | Vectron DC       | 5      | 191 041–042                     |                |

Fast alle MRCE-Lokomotiven zeigen sich der Öffentlichkeit in einer komplett schwarzen Farbgebung mit einem MRCE-Logo an jeweils allen Seiten. Jedoch gibt es noch einige wenige Lokomotiven, welche die alte Lackierung der Vorgängerfirma „Dispolok“ tragen. Diese gehören entweder MRCE oder wurden bereits an private Eisenbahnverkehrsunternehmen verkauft.
| Lok          | Besitzer                |
| ------------ | ----------------------- |
| ER20-002     | Metrans                 |
| ER20-011     | Beacon Rail Leasing     |
| ER20-012     | Beacon Rail Leasing     |
| ES 64 F4-002 | Railtraction/Lokomotion |
| ES 64 F4-003 | Railtraction/Lokomotion |
| ES 64 F4-012 | Railtraction/Lokomotion |
| ES 64 F4-015 | MRCE                    |
| ES 64 F4-026 | MRCE                    |
| ES 64 F4-030 | MRCE                    |
| ES 64 F4-089 | MRCE                    |
| ES 64 F4-093 | MRCE                    |
| ES 64 F4-202 | MRCE                    |
| ES 64 F4-203 | MRCE                    |
| ES 64 F4-205 | MRCE                    |

Einige von MRCE verleaste Lokomotiven an andere Verkehrsunternehmen wurden mit einem komplett anderen Farbkleid ausgestattet, darunter folgende Lokomotiven:
| Lok          | Besitzer | Eisenbahnverkehrsunternehmen | Farbgebung              |
| ------------ | -------- | ---------------------------- | ----------------------- |
| ES 64 F4-206 | MRCE     | LTE Netherlands              | ‘Van Gogh’              |
| ES 64 U2-020 | MRCE     | Wiener Lokalbahnen           | 'WLC'                   |
| ES 64 U2-023 | MRCE     | Netzwerkbahn Sachsen GmbH    | 'Kaiser Franz Joseph'   |
| ES 64 U2-060 | MRCE     | Crossrail                    | '25 Jahre Maueröffnung' |

Ehemalige Fahrzeuge:
- Siemens ES64P (im Jahr 2008 an Siemens Mobility verkauft)
- Siemens ES64F (im Jahr 2005 an ITL verkauft)
- ME26 (im Jahr 2004 an Vossloh verkauft)
- Siemens ER20
- MaK G 1206

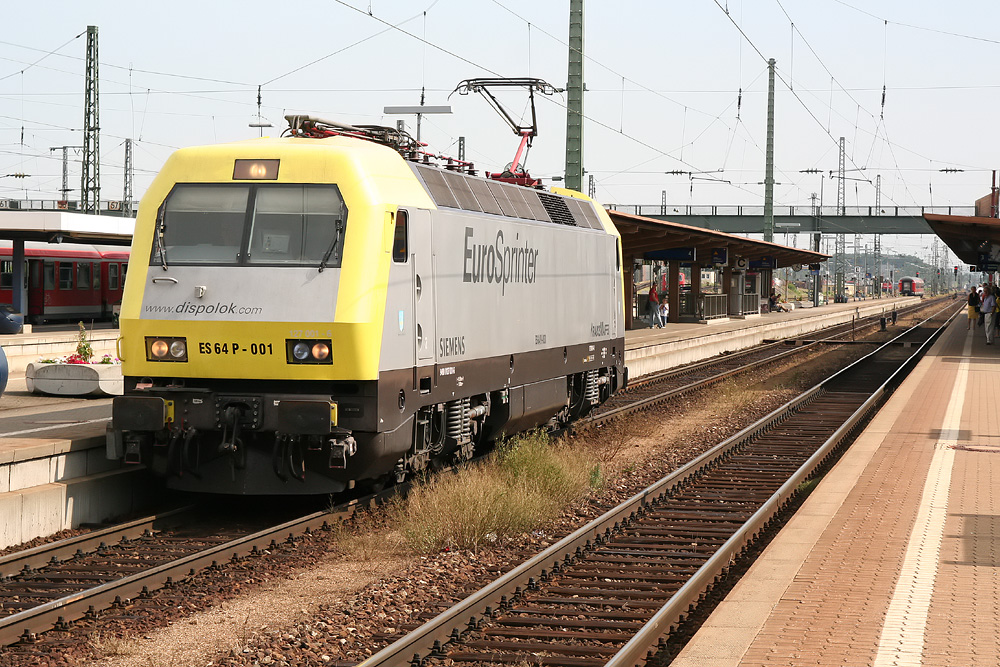
ES64P
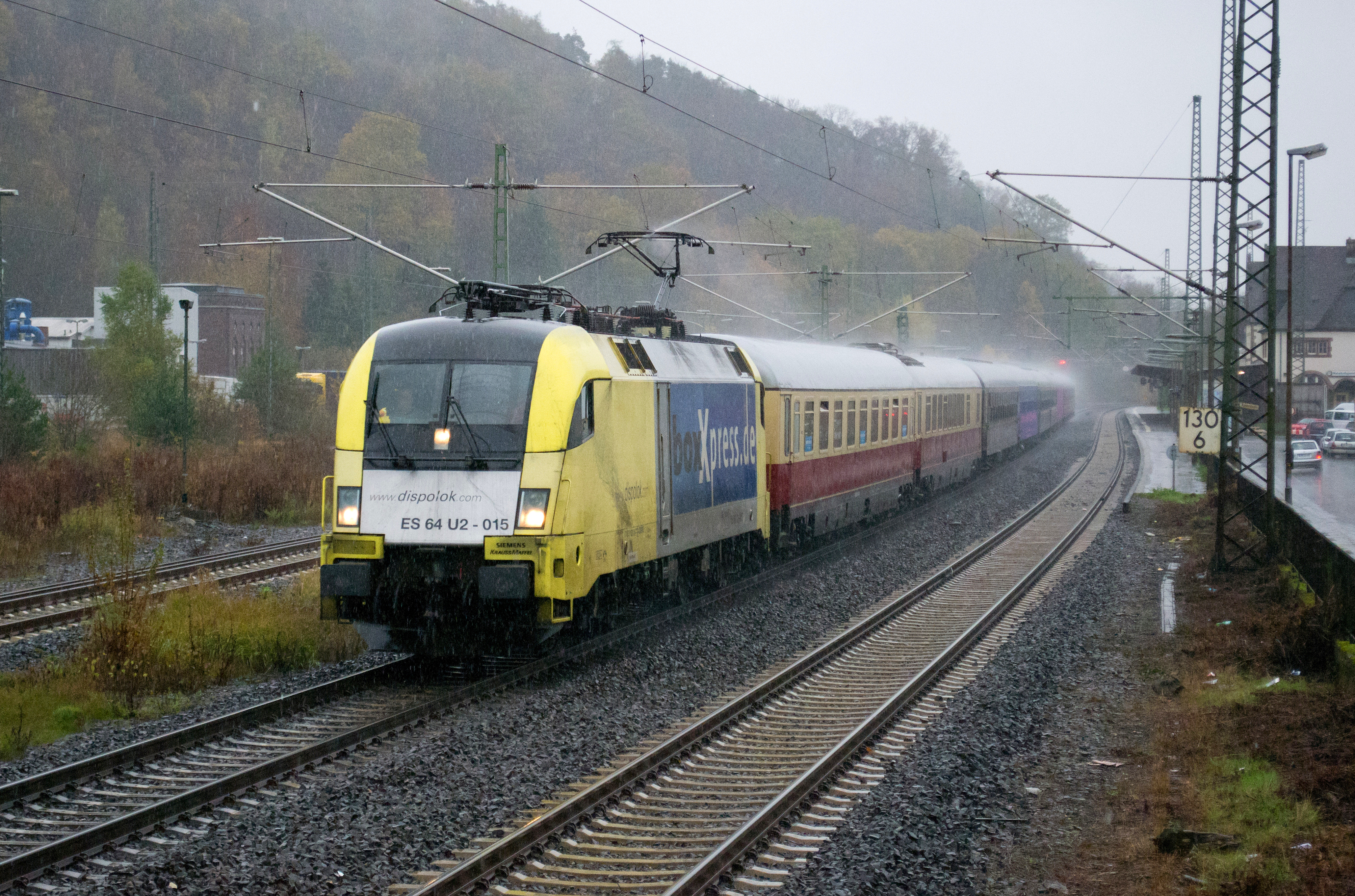
ES64U2
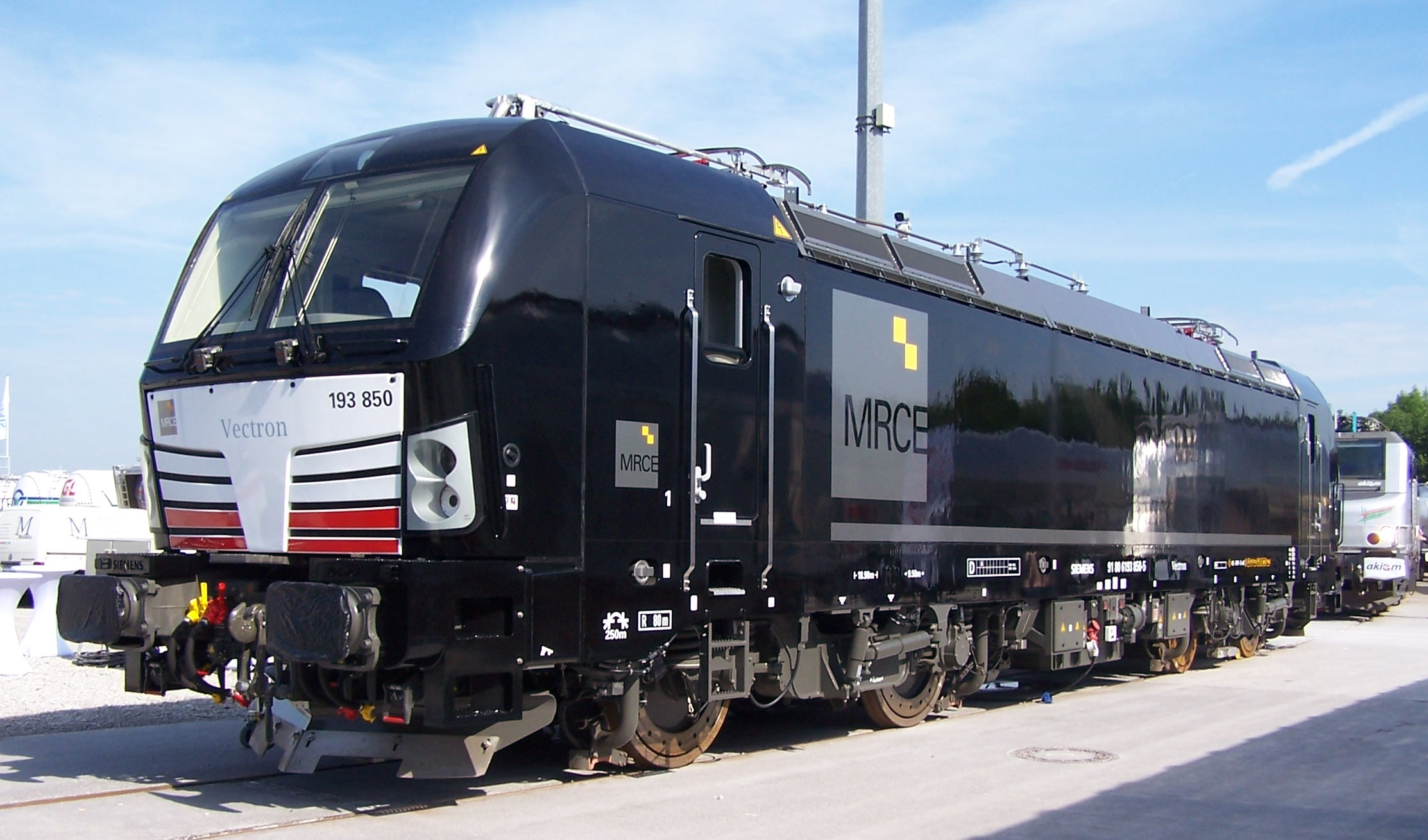
Vectron AC
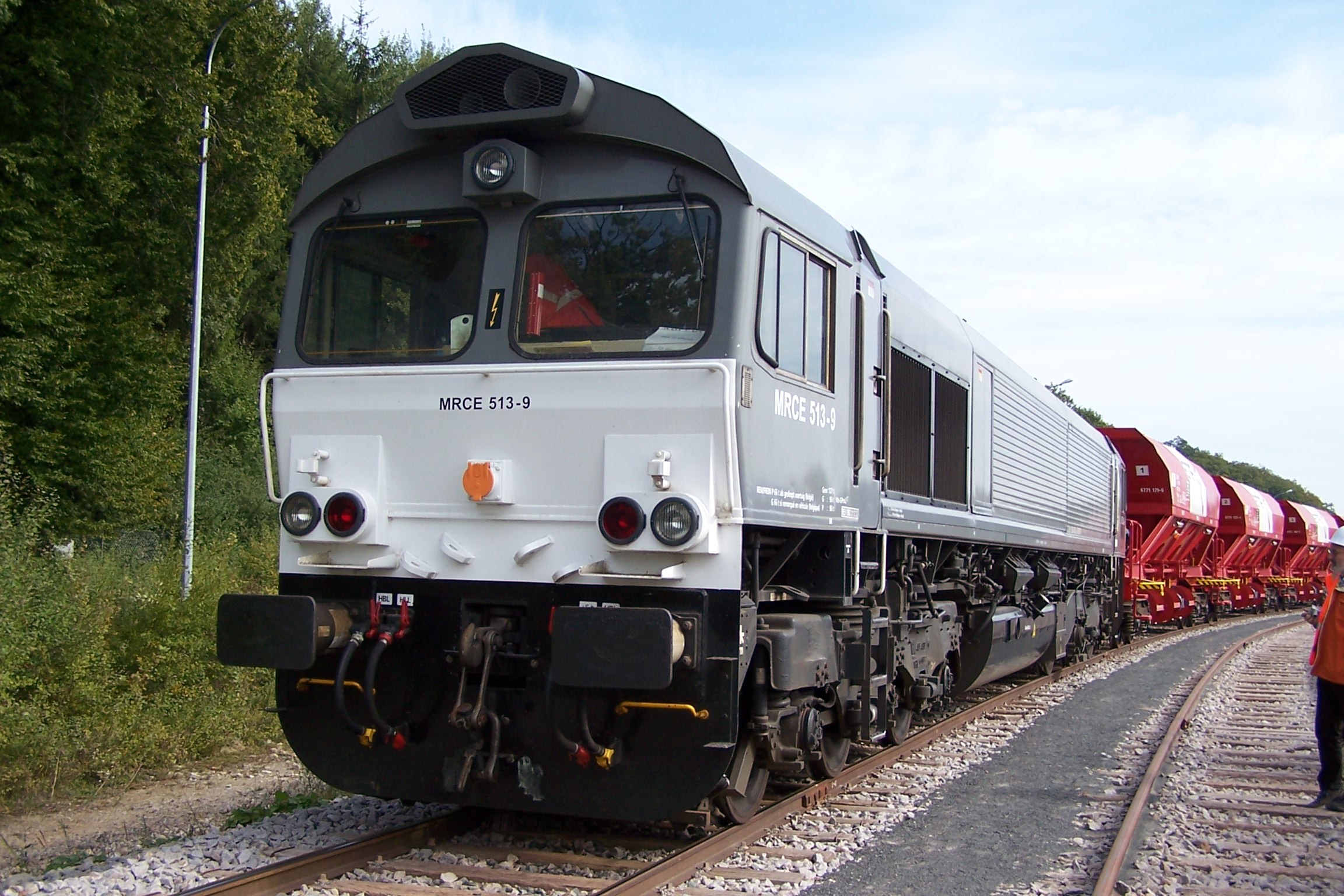
Class 66
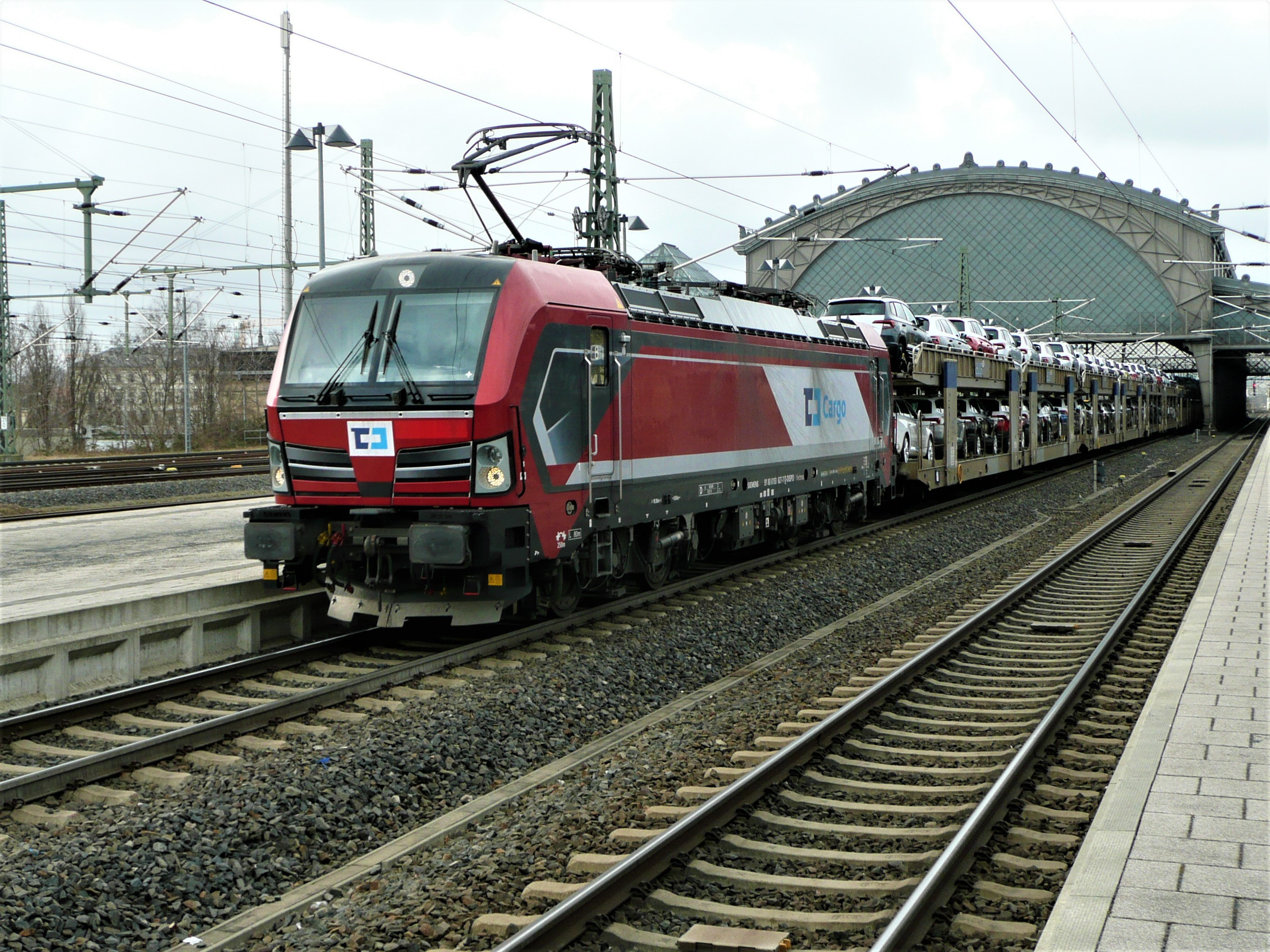
193 627 in Dresden-Neustadt

## Mitbewerber
Hauptkonkurrenten von MRCE sind European Locomotive Leasing (ELL) und Railpool.